# Ontherus carinifrons
Ontherus carinifrons là một loài bọ cánh cứng trong họ Bọ hung (Scarabaeidae).